# Ubila bom Billa 2
Ubila bom Billa 2 (angleško Kill Bill: Volume 2) je ameriški filmi o borilnih veščinah iz leta 2004, ki ga je režiral in zanj napisal scenarij Quentin Tarantino. V glavni vlogi nastopa Uma Thurman kot nevesta, ki nadaljuje maščevanje ekipi morilcev (Lucy Liu, Michael Madsen, Daryl Hannah in Vivica A. Fox) in njihovem vodji Billu (David Carradine) po tem, ko so jo poskušali z nerojenim otrokom ubiti. 
Tarantino si je film zamislil kot poklon kinematografiji grindhouse, filmov o borilnih veščinah, samurajskim filmom, filmom blaxploitation in špageti vesternom. To je drugi od dveh filmov v seriji Ubila bom Billa, ki sta bila posneta v enotni produkciji in mišljena kot en film, toda zaradi trajanja več kot štirih ur so ga razdelili na dva dela. Drugi del je bil z več kot 150 milijoni USD prihodka finančno zelo uspešen, čeprav nekoliko manj kot prvi del Ubila bom Billa 1. Tudi kritiki so ga dobro ocenili. Nominiran je bil za oskarja v štirih kategorijah, tudi na najboljši film in režijo (Tarantino) ter najboljšo igralko (Thurman). Slednja je bila nominirana tudi za Zlati globus za najboljšo igralko v drami, kot tudi Carradine za najboljšega stranskega igralca.

## Vloge
- Uma Thurman kot nevesta / Beatrix Kiddo
- David Carradine kot Bill
- Lucy Liu kot O-Ren Išii
- Vivica A. Fox kot Vernita Green
- Michael Madsen kot Budd
- Daryl Hannah kot Elle Driver
- Julie Dreyfus kot Sofie Fatale
- Sonny Chiba kot Hattori Hanzo
- Gordon Liu kot Pai Mei
- Stephanie L. Moore, Shana Stein in Caitlin Keats kot Joleen, Erica in Janeen
- Bo Svenson kot Reverend Harmony
- Jeannie Epper kot ga. Harmony
- Chris Nelson kot Tommy Plympton
- Samuel L. Jackson kot Rufus
- Larry Bishop kot Larry Gomez
- Sid Haig kot Jay
- Michael Parks kot Esteban Vihaio
- Perla Haney-Jardine kot BB
- Helen Kim kot Karen